# Hartwig Groth
Hartwig Groth (* 1952 in Bielefeld) ist ein deutscher Gambist und Musikpädagoge.
Groth spielte in seiner Schulzeit Fidel, daneben auch Klavier, Gitarre und Posaune. An der Musikhochschule Hannover legte er mit dem Hauptfach Viola da gamba (bei Heinrich Haferland) sein Schulmusik- und Musilehrerexamen ab. Sein Gambenstudium setzte er an der Hochschule für Musik und Theater Hamburg bei Ingrid Stampa fort und schloss es als Stipendiat des DAAD in Den Haag bei Wieland Kuijken mit dem Solistendiplom ab.  Es folgte eine intensive Konzerttätigkeit mit Ensembles wie dem Sharoun-Ensemble der Berliner Philharmoniker, der Akademie für Alte  Musik Berlin, Musica Alta Ripa, Concerto Köln, Cantus Cölln und Musica Fiata und als Kammermusikpartner von Egbert Schimmelpfennig, Ingo Goritzki, Sergio Azzolini, Christoph Lehmann, Alessandro Piquet und anderen, in deren Verlauf mehr als einhundert CD- und Rundfunkaufnahmen entstanden.
Bereits als Student unterrichtete Groth Kinder an der Freien Waldorfschule Hannover-Bothfeld. Seit 1982 unterrichtet er an der Hochschule für Musik Nürnberg, seit 1998 am Richard-Strauss-Konservatorium München Gambe, Ensembleleitung, Continuo-Spiel und Kammermusik. In Nürnberg gründete er das Hochschulensemble „Studio für Alte Musik“, mit dem er regelmäßig Musik des 17. und 18. Jahrhunderts (Claudio Monteverdi, Henry Purcell, Franz Tunder, Dietrich Buxtehude, Matthias Weckmann) aufführt und mit dem 2013 eine CD mit Ersteinspielungen der Musik Johann Stadens entstand. Als Dirigent leitet er konzertante Aufführungen von Barockopern (u. a. Purcells King Arthur, Glucks L’île de Merlin, Pepuschs The Beggar’s Opera und Telemanns Flavius Bertaridus, König der Longobarden). 